# 柳美英
柳美英（リュ・ミヨン、ユ・ミヨン、北：류미영/Ryu Mi Yong, 南：유미영/Yu Mi Yong, 1921年2月14日 - 2016年11月23日）は、朝鮮民主主義人民共和国の政治家。

## 生涯
日本統治時代の朝鮮京城府（現在のソウル特別市）出身。
父は抗日運動に従事し大韓民国臨時政府の要職を歴任し、後に大韓民国統衛部長となった柳東悦。母は李甲（抗日運動に従事しロシアに亡命し、客死した）の妹。夫は中国国民党軍将校として日本との戦争に従事し、戦後、韓国軍の要職や外務部長官などの外交ポストを歴任、また天道教教領でもあった崔徳新。
朴正煕政権時代に夫・崔徳新とともに亡命。アメリカ合衆国を経て、1986年に北朝鮮へ入国した。1989年に崔徳新が死去すると、その跡を継ぎ、天道教関連団体の要職を歴任する。1993年7月24日に朝鮮労働党の衛星政党である天道教青友党委員長となる。1997年に檀君民族統一協議会会長に就任。
2000年、離散家族再会のために北朝鮮代表団を率いてソウルを訪問。韓国に残っていた息子のチェ・イングクと再会。
2016年11月23日、肺癌のため95歳で死去。